# سرگرمی خانگی پارامونت
پارامونت هوم اینترتینمنت (انگلیسی: Paramount Home Entertainment) شرکت رسانه‌ای آمریکایی است، که در سال ۱۹۷۶ تأسیس شد.